# EC KAC
Der EC KAC (voller Name laut ZVR: Eishockey-Club des Klagenfurter Athletiksport-Clubs) ist ein österreichischer Eishockeyverein aus der Landeshauptstadt Klagenfurt (Kärnten) und Zweigverein des Klagenfurter Athletiksportclubs.
Der EC KAC ist mit 32 Meistertiteln  österreichischer Eishockey-Rekordmeister.

## Geschichte
Der Klagenfurter AC wurde am 18. September 1909 als Verein gegründet. Eishockey wird seit 1923 gespielt:
„Ab 1919 gab es Versuche und seit 1923 eine Sektion, dann folgten die "Lehrjahre" bis 1925, die ersten Spiele 1926 und aus dem ursprünglichen Bandy heraus mauserte sich die KAC-Eishockeymannschaft.“
„Das erste Eishockeyspiel einer KAC-Mannschaft findet 1924 im Rahmen eines vom Verein aufgezogenen Eishockeysportfestes auf dem Walterskirchner "Kleinen Wörther See" bei Krumpendorf statt (...)“
Seit der Spielzeit 1923/24 ist der EC KAC Teilnehmer an den seit dieser Zeit existenten verschiedenen Eishockeyligen Österreichs. 1926 erfolgte der Beitritt zum österreichischen Eishockeyverband. Zu dieser Zeit gab es noch keine Dressen, gespielt wurde in Turnhosen, Fußballstrümpfen und Fußballtrikots, und als Schlittschuhe wurden sogenannte Friesen verwendet: Schuhe aus Holz mit einer Metallschiene als Kufe, die mit Lederriemen an die Füße geschnürt wurden. Als Puck dienten zu Beginn zwei zusammengenagelte Absätze von Damenschuhen. Viel hing noch vom Erfindungsreichtum und der Einsatzbereitschaft der Spieler ab, die als Aufwärmübung vor jedem Match die Spielfläche am Kreuzberglteich eigenhändig vom Schnee befreiten.

### Vor und nach dem Zweiten Weltkrieg
1928 wurde eine nicht überdachte Eisarena in der Glangasse mit hölzernen Tribünen für die sich langsam mehrenden Zuschauer errichtet. Auch eine beheizte Hütte für die Spieler, die sich bisher immer im Wald neben dem Teich umgezogen und ihre Kleider an den Ästen aufgehängt hatten, stand nun zur Verfügung. Zur selben Zeit wurde auch erstmals die Nachwuchsarbeit forciert; mit „Geco“ Gehbauer gab es einen ersten Scout, der sich unter den vielen Kindern, die sich am Lendkanal und am Wörthersee für den immer noch recht neuen Sport zu interessieren begannen, nach geeigneten Kandidaten für die zukünftigen Mannschaften umsah. Das Jahr 1929 brachte dem KAC auch eine Flutlichtanlage für die Arena in der Glangasse, und erstmals kamen industriell gefertigte Hockeyhandschuhe und anderes Zubehör auf den Markt.
Bereits in der Saison 1933/34 gewann der EC KAC den ersten Meistertitel und stoppte damit die beinahe ununterbrochene Herrschaft des Wiener Eislauf-Vereins. Es war der erste Meistertitel, der nicht an ein Team aus Wien oder Umgebung verliehen wurde. Reinhold „Reinke“ Egger, einer der besten österreichischen Eishockeyspieler jener Zeit, war der erste Spieler aus der sogenannten „Provinz“, der in das Nationalteam einberufen wurde. Der Zweite Weltkrieg unterbrach aber jäh den Aufstieg des jungen Vereins. Mit Eberwein, Kaiser, Winkler, Stertin und später Prommer fielen fünf der großen Spieler aus den Vorkriegsjahren.
Nach dem Krieg dauerte es lange, wieder einen funktionierenden Spielbetrieb auf die Beine zu stellen. Die Anlage in der Glangasse hatte den Krieg relativ unbeschädigt überstanden, aber es fehlte an Material. So musste einer Anekdote zufolge Platzwart Simon Nusser die Glühlampen für die Flutlichtanlage bei der britischen Besatzungsmacht besorgen. Dennoch konnten viele Stars aus der Zeit der ersten Meistertitel wieder zum Stammkader gezählt werden und beschleunigten den weiteren Aufstieg des EC KAC bis in die 1950er Jahre hinein. Im Jahr 1947 wäre es jedoch beinahe zu einer Katastrophe gekommen, als bei der Rückreise aus Innsbruck die Bremsen des Busses auf einer steilen Passstraße versagten und der Fahrer das Fahrzeug erst auf einem bergauf führenden Nebenweg stoppen konnte. Der ORF-Reporter Edi Finger, der die Mannschaft begleitet hatte, erlitt einen Schreck, der ihm wenig später die Gelbsucht bescherte.

### Die 1950er Jahre
Zwischen 1952 und 1960 gelang der dreimalige Gewinn des Meistertitels, als die Österreichische Meisterschaft vor allem vom Innsbrucker EV regiert wurde. Beim Titel 1955 standen mit Robert Nusser (zu diesem Zeitpunkt 44 Jahre alt) und Reinke Egger (48) zwei Spieler im Kader, die auch beim ersten Titel 1934 bereits im Team gewesen waren. Der Titel wurde nach dem Sieg gegen den EK Engelmann mit einem Liter Wein und einem Brathähnchen in Grinzing gefeiert.
Mehrmals hatte es in diesen Jahren jedoch Probleme mit den milden Wintern gegeben. So konnten Spiele zum Teil erst spät abends ausgetragen werden, wenn die Temperatur tief genug gesunken war, um in der offenen Arena eine feste Eisfläche zu garantieren. Auch die Trainingseinheiten fanden oft nachts oder früh morgens statt. Hier wurde bald Abhilfe geschaffen: am 22. November 1959 wurde die Stadthalle Klagenfurt eröffnet, welche nach mehreren Umbauten bis heute die Spielstätte des EC KAC ist. Diese Saison stellte aber auch in anderer Hinsicht einen Wendepunkt in der Geschichte des Clubs dar: mit Tom Lemon, George Edwards und Desmond Senior standen nun auch drei Legionäre im Kader, mit denen die Mannschaft den Grundstein zur Siegesserie in den Sechzigern legte. In der letzten Saison der Dekade gelangen auch einige europaweit beachtete Siege gegen ausländische Topteams wie den IK Göta aus Stockholm, (Schweden) oder Jakopoli Club aus Finnland.

### Die 1960er Jahre und 1970er Jahre – auf dem Weg zum Rekordmeister
Die Saat für den Seriengewinn des Meistertitels wurde bereits einige Jahre vorher gelegt. Reinke Egger übernahm das Amt des Nachwuchstrainers. Unter ihm reiften einige der Starspieler aus den sechziger Jahren heran, wie beispielsweise Sepp Puschnig, Gerd Schager, Gerhard "Flury" Felfernig (der erste für den KAC spielende Villacher), Walter Possarnig oder Anton Kenda. Die Abwehr wurde gestützt auf Charly Pregl im Tor, der auch im Nationalteam Österreichs spielte. Berühmt wurde in dieser Zeit die Sturmlinie Dieter Kalt senior – Puschnig – Romauch. Die beiden Legionäre „Del“ St. John und Adolph „Addie“ Tambellini leisteten ihrerseits einen großen Beitrag zum Erfolg des Teams in dieser Zeit.
Von 1964 bis 1980 ging der Meistertitel fünfzehn Mal nach Klagenfurt. Einziger Konkurrent dieser Zeit war der ATSE Graz, der diese Serie in den Jahren 1975 und 1978 brechen konnte.
In dieser Zeit nahm der EC KAC auch mehrmals am Europapokal teil, zum ersten Mal in der Saison 1965/66. 1966/67 erreichte das Team das Halbfinale und musste sich erst, wie auch in der folgenden Saison, gegen ZLK Brno geschlagen geben. Der Höhepunkt folgte aber in der Saison 1968/69, als der EC KAC im Finale gegen den ZSKA Moskau antrat, dort aber deutlich unterlag. Insgesamt nahm der EC KAC neunzehn Mal an dem Turnier teil und verzeichnete damit nur zwei Teilnahmen weniger als der Rekordhalter ZSKA Moskau.

### Die 1980er Jahre
Die achtziger Jahre begannen für den EC KAC mit einem weiteren Titelgewinn. Hauptverantwortlich dafür war die Sturmlinie rund um Thomas Cijan und die beiden Finnen Perti Koivulahti und Seppo Ahokainen, sowie die Linie von Rudolf König, Herbert Pöck und Alexander Sadijna. Obwohl die Mannschaft mit zwei Niederlagen in die Saison gestartet war, gelang der Meistertitel dank eines sensationellen Tores von Klaus Brabant, der den Puck bei einem Befreiungsschlag aus dem eigenen Drittel zum gegnerischen Tor geschossen hatte, wo WEV-Torhüter Friedrich Prohaska allerdings meditierte und reaktionslos den Treffer geschehen ließ.
In der folgenden Saison wurden jedoch schlechter Griffe bei den Legionären getätigt, und auch die heimischen Leistungsträger ließen nach einer nicht ausreichenden Vorbereitung im Sommer aus. Unter dem neuen Coach Rudi Sindelar wurden in der Spielzeit 1981/82 entscheidende Veränderungen vorgenommen. Der Norweger Bjørn Skaare avancierte dabei mit seiner spektakulären Spielweise zum Publikumsliebling. Im entscheidenden Spiel führte der EC KAC mit 4:2 nach zwei Dritteln, spielte das letzte Drittel aber viel zu locker herunter und verlor schlussendlich noch mit 4:6 gegen die VEU Feldkirch. In der Saison 1982/83 verließ Skaare dann nach einem Ultimatum seiner Freundin das Team, der Ausfall wurde mit der Verpflichtung von Edi Lebler und Scott Lecy kompensiert. Letzterer konnte aber Skaare nicht ersetzen und wurde seinerseits durch den Finnen Jukka Porvari ersetzt. Dennoch ruhte die Verantwortung in dieser Saison vermehrt auf den Schultern der jungen Spieler, und es konnte wie im Vorjahr der Vizemeistertitel errungen werden.
Die Spielzeit 1983/84 brachte jedoch erneut Probleme. Rudi Sindelar genoss nicht mehr das volle Vertrauen der Mannschaft, und nachdem der Grunddurchgang noch auf Rang vier abgeschlossen wurde, rutschte das Team in der Meisterrunde noch auf den sechsten Platz ab. Sindelars Vertrag wurde nicht verlängert, stattdessen kehrte Bill Gilligan nach dem Ende seiner aktiven Karriere zurück und übernahm das Traineramt beim EC KAC. Obwohl es im Grunddurchgang noch einige Schwierigkeiten gegeben hatte (mittelmäßige Legionäre und ein eklatantes Verletzungspech taten ihr Übriges) und man sich nur sehr knapp für die Playoffs qualifiziert hatte, blühte die Mannschaft dank Gilligans gezielter Trainingsmethoden und eines enormen Kampfgeistes in diesen auf und holte sich den nächsten Meistertitel. Gilligan baute über die nächsten Jahre ein starkes und erfolgreiches Team auf und holte mit dem EC KAC bis 1988 insgesamt vier Titel in Serie. Dieser Erfolg macht ihn in Klagenfurt bis heute zu einer Legende.
Danach allerdings hatte die Mannschaft viel Pech mit den Trainern. Roger Lamoureux und Jozef Čapla schafften es nie, ein richtiges Team zu formen, und so beendete man die Saisonen 1988/89 und 1989/90 mit eher mäßigen Ergebnissen. Erst mit der Verpflichtung von Herbert Pöck als Trainer kam wieder der Erfolg zurück.

### Die 1990er Jahre
Geprägt wurde das österreichische Hockey vor allem durch eine verkürzte innerösterreichische Saison, der in den Jahren 1991/92 bis 1998/99 jeweils die Alpenliga voranging, an der auch Mannschaften aus Slowenien und Italien teilnahmen. Lediglich in der Saison 1997/98 stand der EC KAC im Finale dieses Turniers, musste sich aber dem damaligen Serienmeister VEU Feldkirch geschlagen geben. Als in der Saison 1999/2000 mit der Interliga der Nachfolger der Alpenliga etabliert wurde, gewann der EC KAC deren erste Austragung, konnte den Titel jedoch nicht verteidigen, da die österreichischen Mannschaften bedingt durch eine Umstrukturierung in den österreichischen Ligen nur an der Premierensaison teilnahmen.
In der staatlichen Liga kam 1991/92 das Halbfinal-Out gegen den EC VSV, in der folgenden Saison verpasste das Team mit dem fünften Rang nach dem Grunddurchgang überhaupt den Einzug in die Playoffs. Auch in den Spielzeiten 1993/94 und 1994/95 war gegen den EC Graz bzw. den EC VSV im Halbfinale Endstation. Gleichzeitig begann die Dominanz der VEU Feldkirch, die sich in den aufeinanderfolgenden Jahren 1996, 1997 und 1998 im Finale gegen den KAC durchsetzen konnte. Im Jahr 1999 war es wiederum der EC VSV, der mit 4:2 Siegen die Finalserie gewann. Erst in der darauffolgenden Millenniums-Saison konnte der EC KAC den Titel wieder nach Klagenfurt holen.

### Der Millenniumsmeistertitel und danach
In der Saison 1999/2000 gelang es dem EC KAC, nach der langen Durststrecke in den neunziger Jahren, den Meistertitel wieder nach Klagenfurt zu holen. In der darauf folgenden Spielzeit gelang dies noch einmal. Die beiden darauf folgenden Jahre verliefen ohne Finalteilnahme des Vereins, der in dieser Zeit auch einige der besten eigenen Nachwuchsspieler wie Dieter Kalt und Thomas Koch abgeben musste. Gleichzeitig verließ auch der Torhüter Gert Prohaska den Verein, weil er sich gegen Michael Suttnig nicht durchsetzen konnte, und wechselte zum Erzrivalen EC VSV an die Drau. Suttnig jedoch schwächelte in der Saison 2002/03, sodass sich der Verein, gezwungen sah, für die Playoffs Ersatz zu holen. Dieser kam mit dem Kanadier Andrew Verner zum EC KAC, der als Erster von bisher acht Legionären (neben Dan Cloutier, Travis Scott, Jordan Parise Andy Chiodo, Pekka Tuokkola, Tomas Duba und Lars Haugen) das Tor der Klagenfurter hütete. Bereits in seiner ersten komplett absolvierten Saison, der Spielzeit 2003/04 konnte Verner mithelfen, den Titel wiederum nach Klagenfurt zu holen, nachdem der EC KAC bereits im Grunddurchgang souverän geführt hatte. In der Overtime des letzten Finalspiels in der Best-of-Five-Serie schoss David Schuller den EC KAC zum Sieg. Der Vertrag mit Meistertrainer Jorma Siitarinen wurde nach der Saison aber nicht verlängert.
In der Saison 2004/05, die mit Neo-Coach Mats Waltin gestartet wurde, musste der EC KAC bereits nach wenigen Runden eine Adduktorenverletzung von Andrew Verner hinnehmen. Einige Zeit lang übernahm der junge Backup Hannes Enzenhofer dessen Position, konnte aber aufgrund mangelnder Erfahrung noch keine befriedigenden Resultate vorweisen, sodass sich der Verein genötigt sah, ein weiteres Mal am Transfermarkt aktiv zu werden. Bedingt durch das Lockout in der NHL gelang es, den Torhüter der Vancouver Canucks, Dan Cloutier, für den Rest der Saison zu verpflichten. Gleichzeitig wurde die Defensive mit Mike Siklenka verstärkt. Im Grunddurchgang gelang es aber nicht mehr, die überragenden Vienna Capitals einzuholen. Auf diese traf der EC KAC dann auch im Finale. Die Best-of-Seven-Serie startete sehr kurios mit sechs Siegen des jeweiligen Auswärtsteams. Beim fünften Spiel in Wien verletzte sich aber dann auch Dan Cloutier, sodass der nicht völlig kurierte Verner wieder als erster Torhüter übernehmen musste. In der Folge verlor das Team die beiden letzten Spiele und musste sich mit dem Titel des Vizemeisters zufriedengeben.

### Sportliche Talfahrt
Die Spielzeit 2005/06 läutete in sportlicher Hinsicht eine Talfahrt ein. Nachdem die ersten Spiele wieder verloren gingen, wurde Mats Waltin als Trainer durch Kevin Primeau ersetzt. In der Zwischenzeit hatte Verteidiger Emanuel Viveiros das Team für einige Spiele als Spielertrainer übernommen. Aber auch unter dem neuen Coach kam der EC KAC nicht aus den sportlichen Turbulenzen. Der Verteidiger Ricard Persson und die unzureichende Kapazitäten im Stürmerbereich standen unter dem Beschuss der Kritik, mit dem Resultat, dass der EC KAC zum ersten Mal im neuen Jahrtausend das Playoff nicht erreichte.
Kevin Primeau formte für die darauf folgende Saison eine neue Mannschaft, aber wiederum liefen die ersten Spiele völlig aus dem Ruder. Kritisiert wurde vor allem die körperliche Fitness des Teams. Damit wurde zur Halbzeit der Saison auch Primeau entlassen, und Viveiros übernahm das Team als Headcoach, nachdem er selbst im Alter von 41 Jahren das Aktive Spielen verletzungsbedingt hatte aufgeben müssen. Die Leistungen des EC KAC stabilisierten sich zwar, aber der Rückstand auf die führenden Teams war so groß, dass abermals die Playoffs verpasst und die Saison auf dem unbefriedigenden vorletzten Platz abgeschlossen werden musste.

### Neuausrichtung
Viveiros tauschte im Sommer 2007 wiederum einige Spieler aus. Altstar Mario Schaden wurde zum Co-Trainer, und Gerald Ressmann wurde nach seinem Karriereende zum Jugendtrainer berufen. Die Verteidiger Jeff Tory und Kirk Furey, sowie der Stürmer Andy Schneider wurden aus der DEL geholt, Mike Craig wechselte von den Vienna Capitals nach Klagenfurt. Mit diesem neu gestalteten Team startete man in die Saison. Wieder ging in den ersten Spielen Vieles schief, aber die Leistungen stabilisierten sich nach und nach und gipfelten in einer überragenden Siegesserie in den Monaten November und Dezember. Die Mannschaft konnte die Zwischenrunde als erfolgreichstes Team abschließen. Im Playoff verlor der EC KAC aber dreimal in Serie gegen den Neuling HDD Olimpija Ljubljana und musste damit die Saison erneut vorzeitig beenden. Damit einhergehend gab die Vereinsführung bekannt, die Verträge mit Altstar Andrew Verner und Verteidiger und Teamcaptain Jeremy Rebek nicht mehr verlängern zu wollen.
Für die neue Saison 2008/09 sollte Hannes Enzenhofer die Position des ersten Torhüters übernehmen, René Swette vom EHC Lustenau wurde als Backup verpflichtet. Weiters neu an Bord geholt wurden Sean Brown und Jeff Shantz aus der DEL. Christoph Brandner wurde von den Hamburg Freezers zurückgeholt. Die Mannschaft startete gut in die neue Meisterschaft, platzierte sich nach einigen Runden in der oberen Tabellenhälfte. Enzenhofer verletzte sich jedoch etwa zur Halbzeit des Grunddurchgangs, als Ersatz wurde Travis Scott an Bord geholt. In der Folge dominierte der EC KAC den Grunddurchgang, setzte sich an der Tabellenspitze fest und beendete die Regular Season auch auf Platz eins. Im Viertelfinale wurde der HC Innsbruck besiegt, im Halbfinale gelang ein Sweep gegen den EHC Linz. Im Finale traf der EC KAC auf Titelverteidiger EC Red Bull Salzburg, startete nach einer zehntägigen Pause etwas ungelenk in die Serie, konnte aber im siebten Spiel vor eigenem Publikum den 29. Meistertitel fixieren.
In der darauf folgenden Saison wurde zunächst die Titelverteidigung angestrebt. Die Mannschaft blieb im Wesentlichen unverändert, jedoch wurde mit Dieter Kalt einer der erfolgreichsten Nachwuchsspieler der letzten Jahre nach Klagenfurt zurückgeholt. Viele Verletzungen, die sich außerdem teilweise über große Teile der Saison hinzogen, waren mitverantwortlich für ein recht bescheidenes Abschneiden im Grunddurchgang, wo nur der siebte Rang erzielt wurde. In den Playoffs steigerte sich das Team zwar, musste aber die Saison bereits im Viertelfinale gegen den EC Red Bull Salzburg beenden.

### Entwicklung seit 2010
Für die Saison 2010/11 wurden einige Neuerungen eingeführt, die eine qualitativ bessere Ausbildung der Nachwuchsspieler ermöglichen sollten. Der Verein installierte ein Farmteam, das in der Oberliga, Österreichs dritthöchster Spielklasse, spielte und gab eine Kooperation mit dem Nationalligisten EC Dornbirn bekannt. Im Grunddurchgang der Erste Bank Liga stellte der Club in dieser Saison mit siebzehn Siegen in Serie einen neuen Ligarekord auf und beendete den Grunddurchgang auf Rang eins. Im Finale unterlag die Mannschaft jedoch dem Titelverteidiger aus Salzburg in der Overtime des siebten Spieles. Der Vertrag mit Trainer Viveiros wurde noch während der Playoffs verlängert.
In der Folge wurde die Oberliga aufgelöst; stattdessen betätigte sich der Club mit seinen Jugendmannschaften in der neu gegründeten Erste Bank Young Stars League (U20), sowie der Erste Bank Juniors League (U18). Die Saison 2011/12 verlief zunächst durchwachsen, endete aber nach dem Austausch von Trainer Viveiros durch den Schweizer Christian Weber dennoch mit einer Finalteilnahme, wo die Mannschaft dem EHC Linz unterlag. Weber blieb darauf im Amt, wurde nach einem schlechten Start in die Folgesaison seinerseits durch den Schweden Christer Olsson ersetzt, der um die Jahrtausendwende bereits als Spieler für den Club tätig gewesen war.
Mit Olsson als Cheftrainer gelang der Gewinn des Meistertitels durch einen Finalsweep der Vienna Capitals. Dem folgte jedoch eine verpasste Playoff-Qualifikation in der Saison 2013/14. Der Club ersetzte Olsson daraufhin durch Martin Stloukal, von dem man sich eine Forcierung des Einbaus der Jugendspieler und eine härtere Spielweise erhoffte. Der Tscheche führte daraufhin rigorose Trainingseinheiten ein, schaffte es aber nicht, die Mannschaft auf die neue Meisterschaft vorzubereiten. Nach nur vier Spielen und einer als "historisch" bezeichneten 0:9-Heimniederlage gegen den EHC Linz wurden er und Co-Trainer Gerald Ressmann entlassen, wobei Ressmann wenig später den Club verklagte. Als Trainer übernahm daraufhin Doug Mason, mit dem anschließend das Halbfinale erreicht werden konnte.
Mason blieb auch in der Saison 2015/16 beim EC KAC, wurde jedoch überraschend im Dezember entlassen, als die Mannschaft trotz einzelner Defizite noch einen der vorderen Tabellenplätze belegte. Die Vereinsführung entschied sich dazu, den Nachwuchstrainer Alexander Mellitzer zum Trainer der Kampfmannschaft zu befördern. In der Folgezeit musste das Team jedoch empfindliche Niederlagen hinnehmen, darunter auch eine 0:7-Heimniederlage gegen Salzburg, die heftige mediale Reaktionen hervorrief, und rutschte aus den fix für die Playoffs qualifizierten vorderen Tabellenrängen. In der Qualifikationsrunde konnte der KAC hinter dem EC VSV noch ein Play-off-Ticket lösen. Für das Viertelfinale wurden die Klagenfurter dann wenig überraschend von Salzburg ausgewählt, denen sie in der Best-of-Seven mit 3:4 unterlagen. Nach dem Ausscheiden trennte sich der KAC unter anderem von Bernd Brückler, Pekka Tuokkola, Jason DeSantis, Jonas Nordquist, Luke Walker, Oliver Setzinger, Kapitän Thomas Pöck, Jean-François Jacques und István Sofron.
In der Saison 2016/17 wurde das Playoff-Finale erreicht, wo man den Vienna Capitals mit 0:4-Siegen unterlag. Trainer Mike Pellegrims wechselte anschließend zur Düsseldorfer EG in die Deutsche Eishockey Liga, sein Nachfolger beim EC KAC wurde der Kanadier Steve Walker, der zuvor Assistenztrainer beim deutschen Verein Adler Mannheim war.

## Erfolge

### Die Meisterjahre
Mit 32 Meistertiteln ist der EC KAC der Rekordhalter unter Österreichs Eishockeyclubs. Im Februar 2000 wurde der EC KAC Meister der Interliga mit Vereinen aus Österreich, Slowenien und Ungarn.
Siehe auch: Österreichischer Meister (Eishockey)

### Platzierungen der letzten Spielzeiten
- 2024/25: Vizemeister
- 2023/24: Vizemeister
- 2022/23: Halbfinal-Out (Österreichischer Vizemeister)
- 2021/22: Viertelfinal-Out
- 2020/21: Österreichischer Meister
- 2019/20: Meisterschaft wurde nicht zu Ende gespielt
- 2018/19: Österreichischer Meister
- 2017/18: Viertelfinal-Out
- 2016/17: Vizemeister
- 2015/16: Viertelfinal-Out
- 2014/15: Halbfinal-Out
- 2013/14: 9. Platz
- 2012/13: Österreichischer Meister
- 2011/12: Vizemeister
- 2010/11: Vizemeister
- 2009/10: Viertelfinal-Out
- 2008/09: Österreichischer Meister

## Organisation
Der EC KAC ist eine Sektion des KAC und ist seit 1995 in einem eigenen Verein mit der ZVR-Zahl 289024748 organisiert. Der Profibetrieb ist in die 100%-Tochter EC-KAC Betriebs GmbH ausgelagert.

## Mannschaft

### Kader der Saison 2023/24
Stand: 21. Nov. 2024
| Nr. | Nat.                 | Spieler                 | Pos. | Geburtsdatum      | im Team seit | Geburtsort                         |
| --- | -------------------- | ----------------------- | ---- | ----------------- | ------------ | ---------------------------------- |
| 32  | Danemark Deutschland | Sebastian Dahm          | G    | 28. Februar 1987  | 2020         | Kopenhagen, Dänemark               |
| 33  | Osterreich           | Florian Vorauer         | G    | 9. Dezember 1999  | 2017         | Klagenfurt, Österreich             |
| 41  | Danemark             | Jesper Jensen Aabo – A  | D    | 30. Juli 1991     | 2022         | Rødovre, Dänemark                  |
| 12  | Osterreich           | David Maier             | D    | 12. Januar 2000   | 2020         | Sankt Veit an der Glan, Österreich |
| 88  | Osterreich           | Thomas Klassek          | D    | 18. Februar 2005  | 2024         | Klagenfurt, Österreich             |
| 3   | Osterreich           | Tobias Sablattnig       | D    | 14. Mai 2003      | 2021         | Sankt Veit an der Glan, Österreich |
| 82  | Osterreich           | Thimo Nickl             | D    | 4. Dezember 2001  | 2024         | Klagenfurt, Österreich             |
| 64  | Osterreich           | Maximilian Preiml       | D    | 12. Juni 2003     | 2022         | Buchscheiden, Österreich           |
| 24  |                      | Steven Strong           | D    | 16. Februar 1993  | 2015         | Villach, Österreich                |
| 92  | Osterreich           | Clemens Unterweger      | D    | 1. April 1992     | 2018         | Lienz, Österreich                  |
| 46  | Osterreich           | Johannes Bischofberger  | C    | 13. Juli 1994     | 2016         | Dornbirn, Österreich               |
| 90  | Kanada               | Matt Fraser             | W    | 20. Mai 1990      | 2020         | Red Deer, Alberta, Kanada          |
| 77  | Danemark             | Mathias From            | LW   | 16. Dezember 1997 | 2024         | Frederikshavn, Dänemark            |
| 68  | Slowenien            | Luka Gomboc             | LW   | 1. November 2003  | 2022         | Kranj, Slowenien                   |
| 89  | Osterreich           | Raphael Herburger       | C    | 2. Januar 1989    | 2023         | Dornbirn, Österreich               |
| 97  | Osterreich           | Fabian Hochegger        | C    | 8. Mai 2001       | 2021         | Klagenfurt, Österreich             |
| 27  | Osterreich           | Thomas Hundertpfund – C | C    | 14. Dezember 1989 | 2014         | Klagenfurt, Österreich             |
| 26  | Osterreich           | Oliver Lam              | RW   | 26. Dezember 2005 | 2023         | Hongkong, Volksrepublik China      |
| 9   | Slowenien            | Jan Muršak              | RW   | 20. Januar 1988   | 2023         | Maribor, SR Slowenien              |
| 98  | Osterreich           | Daniel Obersteiner      | F    | 2. Februar 1998   | 2013         | Sankt Veit an der Glan, Österreich |
| 17  | Vereinigte Staaten   | Nick Pastujov           | C    | 21. Januar 1998   | 2024         | Bradenton, Florida, USA            |
| 22  | Osterreich Belgien   | Senna Peeters           | RW   | 14. Juni 2002     | 2024         | Deurne, Belgien                    |
| 8   | Kanada               | Nick Petersen           | W    | 27. Mai 1989      | 2018         | Wakefield, Québec, Kanada          |
| 16  | Osterreich           | Simeon Schwinger        | LW   | 7. Oktober 1997   | 2023         | Dornbirn, Österreich               |
| 81  | Osterreich           | Finn van Ee             | C    | 12. Januar 2003   | 2022         | Zell am See, Österreich            |

Trainerstab
| Pos.        | Nat.               | Name          | Geburtsdatum     | im Team seit | Geburtsort                      |
| ----------- | ------------------ | ------------- | ---------------- | ------------ | ------------------------------- |
| Cheftrainer | Kanada             | Kirk Furey    | 28. Januar 1976  | 2023         | Antigonish, Nova Scotia, Kanada |
| Co-Trainer  | Vereinigte Staaten | David Fischer | 19. Februar 1988 | 2023         | Minneapolis, Minnesota, USA     |

### Die Meisterteams
| Österreichischer Meister Saison 1978/79 | Torhüter: Johann Schaunig, Robert Mack, Johannes Schmölzer, Heinz Stodolak Verteidiger: Hans Fritz, Klaus Brabant, Johann Sulzer, Josef Edlmann, Gerry Ross, Franz Ban, Gert Kompain Angreifer: Seppo Ahokainen, Alfred Woath, Helmut Koren, Rudolf Gabbauer, Markus Schretter, Rudolf König, Franz Ban, Thomas Cijan, Herbert Haiszan, Alexander Sadjina, Herbert Pöck, Gerhard Ban, Bernhard Pirker, Harald Köstinger, Robert Kasan Trainerteam: Walter König, Hermann Knoll |

| Österreichischer Meister Saison 1979/80 | Torhüter: Johann Schaunig, Robert Mack Verteidiger: Gert Kompain, Hans Fritz, Klaus Brabant, Johann Sulzer, Josef Edlmann Angreifer: Pertti Koivulahti, Seppo Ahokainen, Helmut Koren, Franz Ban, Thomas Cijan, Herbert Pöck, Alfred Woath, Jörg Rojsek, Günter Koren, Rudolf König, Robert Kasan, Alexander Sadjina, Markus Schretter Trainerteam: Walter König, Karl Pregl |

| Österreichischer Meister Saison 1984/85 | Torhüter: Johann Schaunig, Robert Mack Verteidiger: Johann Sulzer, Gert Kompain, Hans Fritz, Klaus Brabant, Reinhold Sodia, Walter Schneider, Manfred Edlinger Angreifer: Brock Tredway, Edward Lebler, Ernie Godden, Gerhard Ban, Erich Solderer, Leopold Kristoph, Thomas Cijan, Markus Schretter, Jörg Rojsek, Herbert Pöck, Rudolf König Trainerteam: Bill Gilligan |

| Österreichischer Meister Saison 1985/86 | Torhüter: Robert Mack, Johannes Schmölzer Verteidiger: Johann Sulzer, Gert Kompain, David Shand, Hans Fritz, Martin Krainz, Manfred Edlinger Angreifer: Edward Lebler, Tony Collard, Gernot Kakl, Thomas Cijan, Rudolf König, Herbert Pöck, Günter Koren, Manfred Mühr, Erich Solderer, Richard Watzke, Hannes Scarsini Trainerteam: Bill Gilligan |

| Österreichischer Meister Saison 1986/87 | Torhüter: Robert Mack, Michael Puschacher, Johann Schaunig Verteidiger: David Shand, Erich Solderer, Johann Sulzer, Hans Fritz, Gert Kompain, Manfred Edlinger, Martin Krainz, Michael Krainer-Bidovec Angreifer: Thomas Cijan, Edward Lebler, Tony Collard, Herbert Pöck, Rudolf König, Werner Kerth, Manfred Mühr, Helmut Koren, Richard Watzke, Jörg Rojsek, Hannes Scarsini, Jan Bürger, Walter Putnik Trainerteam: Bill Gilligan |

| Österreichischer Meister Saison 1987/88 | Torhüter: Robert Mack, Hans Schaunig, Michael Puschacher Verteidiger: David Shand, Erich Solderer, Gary Shopek, Hans Fritz, Johann Sulzer, Gert Kompajn, Martin Krainz, Gert Possarnig Angreifer: Thomas Cijan, Jim McGeough, Edward Lebler, Tony Collard, Rudolf König, Helmut Koren, Herbert Pöck, Manfred Edlinger, Manfred Mühr, Silvio Szybisti, Erich Solderer, Hannes Scarsini, Walter Putnik Trainerteam: Bill Gilligan |

| Österreichischer Meister Saison 1990/91 | Torhüter: Michael Puschacher, Robert Mack Verteidiger: Jim Burton, Erich Solderer, Johann Sulzer, Martin Krainz, Peter Dilsky Angreifer: Kraig Nienhuis, Thomas Cijan, Andreas Pušnik, Iiro Järvi, Günter Koren, Helmut Koren, Patrick Pilloni, Alexander Czechner, Mario Schaden, Gary Emmons, Gert Possarnig, Dieter Kalt jun., Ewald Seebacher, Harald Fülöp, Bernhard Bittmann, Harald Schrott, Herbert Diamant Trainerteam: Herbert Pöck |

| Österreichischer Meister Saison 1999/2000 | Torhüter: Michael Suttnig, Gert Prohaska Verteidiger: Christer Olsson, Jan Mertzig, Darcy Martini, Roger Öhman, Thomas Pöck, Christian Sintschnig, Marc Brabant, Alexander Mellitzer, Jens Felix Kraiger, Johannes Reichel Angreifer: Stefan Nilsson, Gerald Ressmann, David Emma, Christian Perthaler, Dieter Kalt jun., Christoph Brandner, Patrick Pilloni, Mario Schaden, Christoph König, Gregor Hager, Thomas Koch, Thomas Eichberger Trainerteam: Lars Bergström |

| Österreichischer Meister Saison 2000/01 | Torhüter: Michael Suttnig, Gert Prohaska, Hannes Enzenhofer Verteidiger: Emanuel Viveiros, Jan Mertzig, Christian Sintschnig, Alexander Mellitzer, Jens Felix Kraiger, Marc Brabant, Herbert Ratz, Johannes Reichel, Wolfgang Kitzler, Markus Brugger Angreifer: Gerald Ressmann, Johan Strömwall, Christian Perthaler, Thomas Koch, Christoph König, Mario Schaden, Gregor Hager, Daniel Welser, Patrick Pilloni, Harry Lange, Christoph Brandner, Daniel Leiner, Patrick Brabant, Philippe-Michael Horsky, Manuel Latusa, Christian Ban, Christoph Ibounig, Philipp Winzig Trainerteam: Lars Bergström |

| Österreichischer Meister Saison 2003/04 | Torhüter: Andrew Verner, Hannes Enzenhofer Verteidiger: Emanuel Viveiros, Jaako Niskavaara, Herbert Ratz, Igor Iwanow, Johannes Reichel, Johannes Kirisits, Christopher Bartolone, Christian Sintschnig, Christoph Quantschnig Angreifer: Anthony Iob, Thomas Koch, Matti Kaipainen, Gerald Ressmann, Daniel Welser, David Schuller, Gregor Hager, Philippe-Michael Horsky, Harald Ofner, Christian Ban, Jens Felix Kraiger, Mario Schaden, Philipp Winzig, Christoph Ibounig, Harry Lange, Manuel Ferrara, Christof Peternell, Paul Schellander, David Wechselberger Trainerteam: Jorma Siitarinen |

| Österreichischer Meister Saison 2008/09 | Torhüter: Travis Scott, René Swette, Hannes Enzenhofer Verteidiger: Herbert Ratz, Johannes Kirisits, Johannes Reichel, Kirk Furey, Martin Schumnig, Jeff Tory, Sean Brown, Mike Pellegrims Angreifer: Markus Pirmann, Warren Norris, Paul Schellander, Gregor Hager, Silvio Jakobitsch, Stefan Geier, Manuel Geier, Thomas Hundertpfund, Christoph Brandner (C), Jeff Shantz, David Schuller, Andy Schneider, Christoph Harand, Raphael Herburger, Mike Craig Trainerteam: Emanuel Viveiros, Mario Schaden, Gerald Ressmann |

| Österreichischer Meister Saison 2012/13 | Torhüter: René Swette, Andy Chiodo Verteidiger: Kirk Furey, Nikolaus Holzer, Florian Iberer, Maximilian Isopp, Johannes Kirisits, Herbert Ratz, Johannes Reichel, Martin Schumnig, Mike Siklenka Angreifer: Stefan Geier, Manuel Geier, Gregor Hager, Raphael Herburger, Thomas Hundertpfund, Thomas Koch (C), John Lammers, Jamie Lundmark, Markus Pirmann, Tomislav Zanoški, Patrick Harand, Paul Schellander, David Schuller, Tyler Scofield, Tyler Spurgeon Trainerteam: Christer Olsson, Dieter Kalt, Bernhard Sussitz |

| Österreichischer Meister Saison 2018/19 | Torhüter: Lars Haugen, David Madlener Verteidiger: Adam Comrie, Christoph Duller, David Fischer, Robin Gartner, Martin Schumnig, Steven Strong, Clemens Unterweger Angreifer: Johannes Bischofberger, Manuel Geier, Stefan Geier, Patrick Harand, Thomas Hundertpfund, Thomas Koch, Andrew Kozek, Nikolaus Kraus, Siim Liivik, Matthew Neal, Nick Petersen, Marco Richter, Mitch Wahl, Marcel Witting Trainerteam: Petri Matikainen, Jarno Mensonen |

| Österreichischer Meister Saison 2020/21 | Torhüter: Sebastian Dahm, David Madlener Verteidiger: Blaž Gregorc, Michael Kernberger, David Fischer, Paul Postma, Martin Schumnig, Kele Steffler, Steven Strong, Clemens Unterweger, Thomas Vallant, Niklas Würschl Angreifer: Johannes Bischofberger, Alexander Cijan, Matt Fraser, Manuel Ganahl, Stefan Geier, Manuel Geier, Lukas Haudum, Thomas Hundertpfund, Thomas Koch, Daniel Obersteiner, Nick Petersen, Rok Tičar, Marcel Witting, Samuel Witting Trainerstab: Petri Matikainen, Juha Vuori |

### Die zweite Mannschaft
Die zweite Mannschaft (vereinsintern EC KAC II) ist ebenfalls eine Profimannschaft und spielt seit 2016 in der multi-nationalen Alps Hockey League.

## Spieler

### Mannschaftskapitäne
| Zeitraum        | Kapitän                                              |
| --------------- | ---------------------------------------------------- |
| 2005/06–2006/07 | Emanuel Viveiros                                     |
| 2006/07–2007/08 | Jeremy Rebek                                         |
| 2008/09–2009/10 | Christoph Brandner / David Schuller (interimistisch) |
| 2011/12–2013/14 | Thomas Koch                                          |
| 2014/15         | Johannes Reichel                                     |
| 2015/16         | Thomas Pöck                                          |
| 2016/17–2017/18 | Manuel Geier                                         |
| 2018/19         | Manuel Geier / David Fischer (interimistisch)        |
| 2019/20         | David Fischer                                        |
| 2020/21–2021/22 | Manuel Ganahl                                        |
| 2022/23         | Thomas Koch                                          |
| seit 2023/24    | Thomas Hundertpfund                                  |

### Vereinsinterne Rekorde
Statistiken seit der Saison 1965/66. Enthalten sind sämtliche Vorrunden- und Play-off-Spiele.

#### Saison
| Tore  |                   |      |         |
| Platz | Spieler           | Tore | Saison  |
| 1.    | Dmitri Kwartalnow | 50   | 1998/99 |
| 2.    | Rudolf König      | 47   | 1979/80 |
| 3.    | Edward Lebler     | 46   | 1985/86 |
| 4.    | Pertti Koivulahti | 44   | 1979/80 |
| 5.    | Edward Lebler     | 41   | 1988/89 |
|       | Rudolf König      | 41   | 1982/83 |

| Assists |                  |         |         |
| Platz   | Spieler          | Assists | Saison  |
| 1.      | Gerald Ressmann  | 73      | 2000/01 |
| 2.      | Stefan Nilsson   | 68      | 1998/99 |
| 3.      | Andrew Schneider | 61      | 2008/09 |
| 4.      | Jeff Tory        | 54      | 2008/09 |
| 5.      | Johan Strömwall  | 53      | 2000/01 |

| Topscorer |                   |        |         |
| Platz     | Spieler           | Punkte | Saison  |
| 1.        | Gerald Ressmann   | 111    | 2000/01 |
| 2.        | Pertti Koivulahti | 96     | 1979/80 |
| 3.        | Edward Lebler     | 93     | 1985/86 |
| 4.        | Rudolf König      | 91     | 1979/80 |
| 5.        | Dmitri Kwartalnow | 89     | 1998/99 |
|           | Johan Strömwall   | 89     | 2000/01 |

| Strafminuten |                  |              |         |
| Platz        | Spieler          | Strafminuten | Saison  |
| 1.           | Mike Siklenka    | 206          | 2005/06 |
| 2.           | Mike Siklenka    | 200          | 2004/05 |
| 3.           | Sean Brown       | 163          | 2008/09 |
| 4.           | Johnathan Aitken | 157          | 2006/07 |
| 5.           | Mike Siklenka    | 155          | 2011/12 |

#### Insgesamt
| Tore  |                    |      |
| Platz | Spieler            | Tore |
| 1.    | Thomas Cijan       | 230  |
| 2.    | Rudolf König       | 203  |
| 3.    | Christoph Brandner | 181  |
| 4.    | Andreas Pušnik     | 174  |
| 5.    | Thomas Koch        | 172  |

| Assists |                 |         |
| Platz   | Spieler         | Assists |
| 1.      | Thomas Koch     | 327     |
| 2.      | Thomas Cijan    | 325     |
| 3.      | Gerald Ressmann | 316     |
| 4.      | Andreas Pušnik  | 212     |
| 4.      | Kirk Furey      | 209     |

| Topscorer |                 |        |
| Platz     | Spieler         | Punkte |
| 1.        | Thomas Cijan    | 555    |
| 2.        | Thomas Koch     | 499    |
| 3.        | Gerald Ressmann | 474    |
| 4.        | Andreas Pušnik  | 386    |
| 5.        | Dieter Kalt     | 365    |

| Spiele |                  |        |
| Platz  | Spieler          | Spiele |
| 1.     | Mario Schaden    | 799    |
| 2.     | Johannes Reichel | 793    |
| 3.     | Herbert Ratz     | 635    |
| 4.     | Thomas Koch      | 628    |
| 5.     | David Schuller   | 608    |

### Bekannte ehemalige Spieler
(Teamzugehörigkeit und Position in Klammern)
| - Thomas Pöck (1998–2000, Verteidigung) Ein ehemaliger Nachwuchsspieler, der zu den New York Rangers in die NHL, später in die AHL wechselte und nach einigen Spielen bei den New York Islanders, 2 Saisonen bei den Rapperswil-Jona Lakers in der Schweiz, heute in Schweden bei MODO Hockey aktiv ist. | - David Emma (1997–2000, Sturm) Der mittlerweile nicht mehr aktive Stürmer aus den USA stand drei Jahre lang im Kader des EC KAC und schoss das Meistertor der Saison 1999/2000. | - Dan Cloutier (2005, Torhüter) Der ehemalige Torhüter der Vancouver Canucks kam als Ersatz für den verletzten Andrew Verner während des NHL-Lockouts in der Saison 2004/05 und spielte sich mit dem Team bis ins Finale, wo er sich allerdings ebenfalls verletzte. Die Mannschaft unterlag anschließend mit dem nicht wieder vollständig genesenen Verner im Tor den Vienna Capitals. | - Sepp Puschnig (1963–1976, Sturm) Ein ehemaliger Nachwuchsspieler und Stürmer in den 60er und 70er Jahren. 1999 wurde er als bisher einziger österreichischer Spieler in die IIHF-Hall of Fame aufgenommen. Nach ihm benannt ist die Trainingshalle in Klagenfurt. Er ist das Idol des KAC. |
| - Dieter Kalt senior (1957–1967, 1969–1980, Sturm) Nachwuchsspieler und Teamkollege von Sepp Puschnig, heute Kapitän des österreichischen Eishockeyverbandes. | - Karl Pregl (1965–1977, Torhüter) Torhüter des EC KAC und des Österreichischen Nationalteams in den Sechzigern und Siebzigern. Pregl gilt bis heute als einer der besten Torhüter des Vereins. | - Robert Mack (1977–1991, Torhüter) Torhüter des EC KAC und des Österreichischen Nationalteams in den späten Siebzigern bis in die frühen Neunzigern. Mack gilt bis heute als einer der besten und erfolgreichsten Torhüter des Vereins. | - Adelbert „Del“ St. John (1963–1971, Sturm) Einer der ersten Legionäre des EC KAC in den Sechzigern und Siebzigern und mehrere Jahre lang Spielertrainer. Er ist auch der Schwager Sepp Puschnigs.                                                                                          |
| - Reinke Egger (????–????, Sturm) Einer der Pioniere vor dem Zweiten Weltkrieg und einer der ersten Stürmerstars der damals noch jungen Mannschaft. Später wurde er zum Nachwuchstrainer berufen. Er war der erste "Provinzler" im österreichischen Nationalteam.                                        | - Adolph "Addie" Tambellini (????–????, Sturm) Legionär in den sechziger und siebziger Jahren. | - Dmitri Kwartalnow (1996–1999, Sturm) Ein russischer Stürmer, der Ende der 90er in Klagenfurt spielte. | - Michal Pivoňka (1994–1995, Sturm) Ein Mittelstürmer der Washington Capitals (NHL), der während des NHL-Lockouts 1994 in Klagenfurt spielte. |
| - Rudolf König (1973–1989, Sturm) Ein ehemaliger Stürmerstar des EC KAC und mit 183 erzielten Punkten (davon 105 Tore) in 158 Spielen der Rekordhalter des österreichischen Nationalteams. | - Stefan Nilsson (1998–2000, Sturm) Von 1998 bis 2000 in Diensten des KAC, österreichischer Meister, schwedischer Meister, 3 Mal Vize-Weltmeister mit Schweden, meiste Assists in der schwedischen Eliteliga aller Zeiten, für den KAC in 99 Spielen 138 Assists, einer der besten Spielmacher, die je in Österreich gespielt haben. | - Kraig Nienhuis (1990–1994, Sturm) Nienhuis verbrachte vier Jahre beim EC KAC und gewann auch einen Meistertitel mit der Mannschaft. Nienhuis war auch abseits des Eises für sein Gesangstalent bekannt; heute tourt er mit seiner Band "9House" um die Welt. | |

### Nominierungen für das All-Star-Team
| Saison  | Spieler                                                                                                |
| 2006/07 | Andrew Verner, Jeremy Rebek, Herbert Ratz, Anthony Iob                                                 |
| 2007/08 | Mike Craig, Hannes Enzenhofer, David Schuller, Jeremy Rebek, Herbert Ratz, Christoph Harand, Jeff Tory |
| 2008/09 | René Swette                                                                                            |

## Trainergeschichte

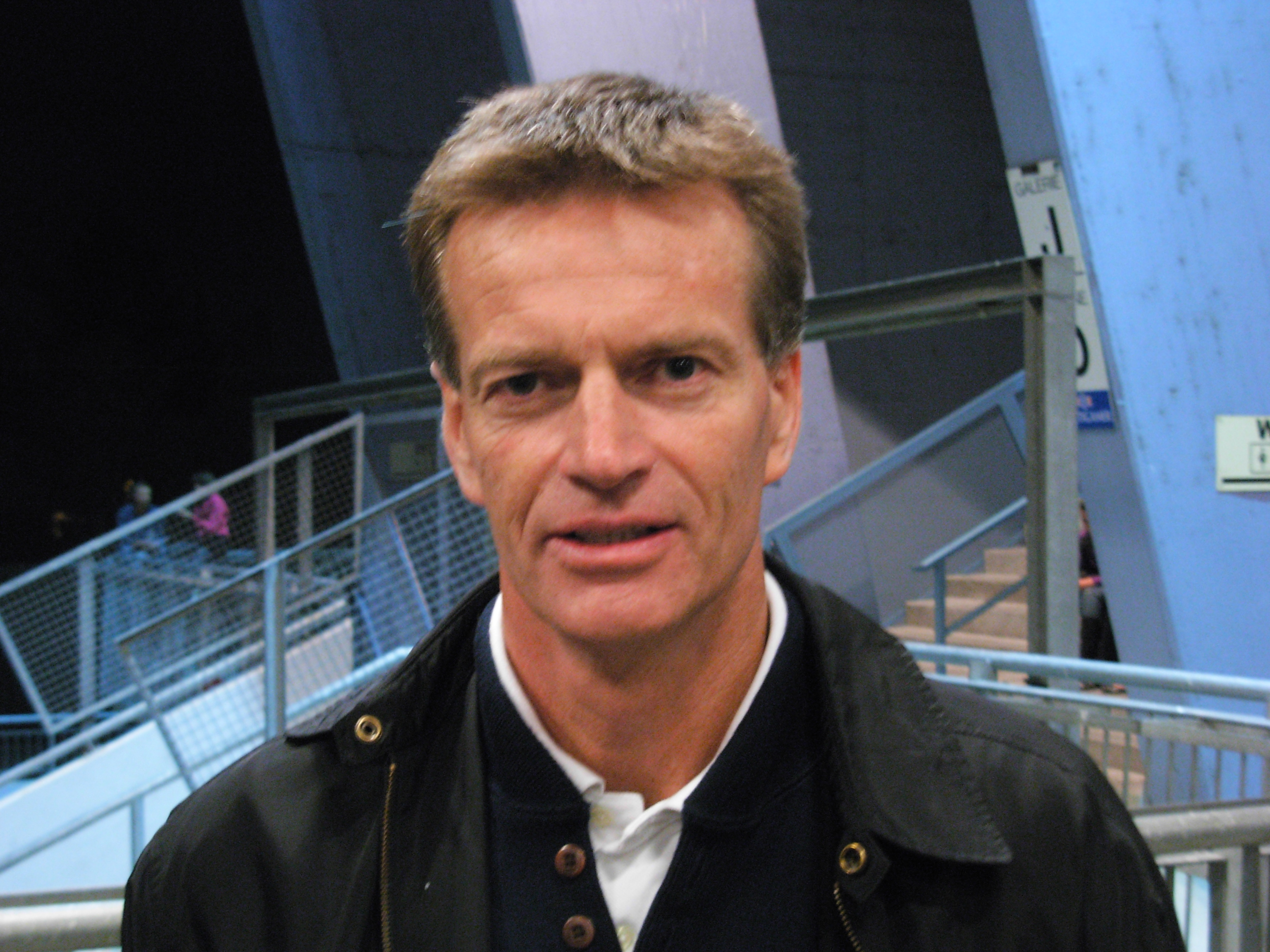
Bill Gilligan führte den Club zu vier Meistertiteln in Folge.

Über die Jahrzehnte hinweg wurden Trainer aus vielerlei Nationen beim EC KAC unter Vertrag genommen. Waren es in den siebziger und achtziger Jahren noch vorwiegend Namen aus den ehemaligen Ostblock-Staaten, so verlagerte sich dies im Lauf der Zeit hin in Richtung Nordamerika. Nur ein kleiner Teil der Trainer konnte sich über längere Zeit auf dem Posten behaupten. Zu den erfolgreichsten Trainern gehört der US-Amerikaner Bill Gilligan, der das Traineramt nur kurz nach Beendigung seiner aktiven Karriere übernahm und den EC KAC zwischen 1984 und 1988 vier Mal in Folge zum Meistertitel führte. Ähnlich erfolgreich war der Schwede Lars Bergström um die Jahrtausendwende mit zwei aufeinander folgenden Titeln. Beide sind bzw. waren auch Cheftrainer der österreichischen Nationalmannschaft.
Mehrmals im Verlauf der Vereinsgeschichte wurden Trainer während der laufenden Saison mangels Erfolges aus laufenden Verträgen entlassen. Aus diesem Grund gab es mit Adelbert St. John, David Emma oder Emanuel Viveiros auch des Öfteren aktive Spiele, die interimistisch das Traineramt besetzten. Zuletzt war dies mit Viveiros im November 2005 der Fall, als dieser den Schweden Mats Waltin ersetzte. Waltin hatte erfolglos versucht, die Mannschaft auf einen offensiven als Torpedo-System bezeichneten Stil umzustellen und war nach nur rund einem Jahr entlassen worden.
Nachdem für kurze Zeit der Kanadier Kevin Primeau die Mannschaft übernommen hatte, übernahm Viveiros aufgrund eines verletzungsbedingten Karriereendes endgültig den Posten des Cheftrainers. Der Club schloss mit ihm einen fünf Jahre dauernden Vertrag ab.
Von Dezember 2015 bis zum Ende der Saison leitete Alexander Mellitzer die Mannschaft interimistisch.
Für die Saison 2016/17 wurde Mike Pellegrims als neuer Trainer verpflichtet, verließ den KAC allerdings wieder im nächsten Sommer und wechselte zur Düsseldorfer EG.
Im Sommer wurde Steve Walker als neuer Trainer vorgestellt.
| Zeitraum                   | Name                       | Anmerkungen                                                       |
| -------------------------- | -------------------------- | ----------------------------------------------------------------- |
| 1965/66–1966/67            | Josef Kus                  | 1 Meistertitel                                                    |
| 1967/68                    | Rudolf Cerny               | 1 Meistertitel                                                    |
| 1968/69–1970/71            | Adelbert St. John          | Spielertrainer – 3 Meistertitel                                   |
| 1971/72                    | Don Ross                   | Spielertrainer – 1 Meistertitel                                   |
| 1972/73–1973/74            | Juri Gluchow               | 2 Meistertitel                                                    |
| 1974/75–1975/76            | Juri Baulin                | Co-Trainer Dieter Kalt Senior – 1 Meistertitel, 1 Mal Vizemeister |
| 1976/77–1977/78            | Dieter Kalt senior         | 1 Meistertitel, 1 Vizemeistertitel                                |
| 1978/79                    | Walter König Hermann Knoll | 1 Meistertitel                                                    |
| 1979/80–1980/81            | Walter König Karl Pregl    | 1 Meistertitel, 1 Mal Platz 6                                     |
| 1981/82–1983/84            | Rudolf Sindelar            | 2 Mal Vizemeister, 1 Mal Platz 6                                  |
| 1984/85–1987/88            | Bill Gilligan              | 4 Meistertitel                                                    |
| 1988/89                    | Roger Lamoureux            | Vorzeitige Entlassung                                             |
| 1988/89                    | Wiktor Schalimow           | Interimstrainer – 1 Mal Platz 4                                   |
| 1989/90                    | Jozef Capla                | Vorzeitige Entlassung – 1 Mal Halbfinal-Out                       |
| 1990/91–1991/92            | Herbert Pöck               | 1 Meistertitel, 1 Mal Halbfinal-Out                               |
| 1992/93                    | Bart Crashley              | 1 Mal Platz 5                                                     |
| 1993/94–1994/95            | Rauno Korpi                | 2 Mal Halbfinal-Out                                               |
| 1995/96                    | Sergei Kotow               | Vorzeitige Entlassung                                             |
| 1996/97                    | Chris Reynolds             | Vorzeitige Entlassung – 1 Mal Vizemeister                         |
| 1997/98–1998/99            | Herbert Pöck               | Vorzeitige Entlassung – 2 Mal Vizemeister                         |
| Dezember 1998              | David Emma Dieter Kalt     | Spielertrainer für 3 Spiele                                       |
| Dezember 1998              | Kiki Mahkovec              | Interimstrainer                                                   |
| Januar 1999–2002/03        | Lars Bergström             | 2 Meistertitel, 2 Mal Halbfinal-Out                               |
| 2003/04                    | Jorma Siitarinen           | 1 Meistertitel                                                    |
| 2004/05–Oktober 2005       | Mats Waltin                | 1 × Vizemeister                                                   |
| November 2005              | Emanuel Viveiros           | Spielertrainer für 3 Spiele                                       |
| November 2005–Oktober 2006 | Kevin Primeau              | Vorzeitige Entlassung                                             |
| Oktober 2006–Februar 2012  | Emanuel Viveiros           | 1 × Meister, 1 × Vizemeister, 2 × Viertelfinal-Out                |
| Februar–Dezember 2012      | Christian Weber            |                                                                   |
| Dezember 2012–Februar 2014 | Christer Olsson            | 1 × Meister                                                       |
| März 2014-September 2014   | Martin Stloukal            | Vorzeitige Entlassung                                             |
| Oktober 2014-Dezember 2015 | Doug Mason                 | Vorzeitige Entlassung                                             |
| Dezember 2015-März 2015    | Alexander Mellitzer        |                                                                   |
| 2016/17                    | Mike Pellegrims            | 1 × Vizemeister                                                   |
| 2017/18                    | Steve Walker               | 1 × Viertelfinal-Out                                              |
| 2018/19 – 2022/23          | Petri Matikainen           | 2 × Meister                                                       |
| 2023/24                    | Kirk Furey                 | Vizemeister                                                       |

## Nachwuchsarbeit
Als große Stärke des EC KAC gilt die Nachwuchsarbeit. Der Verein unterhält Mannschaften in allen Altersklassen zwischen den Bambinis und der U20. In der Saison 2018/19 gewannen die Nachwuchsteams U11, U12, U14, U16 und U18 den österreichischen Meistertitel.
Aus der Kaderschmiede des EC KAC kommen auch mehrere international erfolgreiche Spieler. Im März 2004 schaffte Thomas Pöck, ein Nachwuchsspieler des EC KAC und Sohn des österreichischen Ex-Teamtrainers Herbert Pöck, sogar den Sprung in die NHL zu den New York Rangers. Außerdem schaffte Jugendspieler Thomas Koch den Sprung in die schwedische Eliteliga und spielte zwei Jahre bei Luleå, ehe er nach Österreich zu den Red Bulls Salzburg zurückkehrte.

## Sonstiges
Als Geldgeberin trat bis zu ihrem Tod 2022 auch immer wieder die Multimilliardärin und Eishockeyliebhaberin Heidi Horten für den EC KAC auf.
Das Maskottchen des EC KAC heißt Lindi und ist eine Reminiszenz an das Wahrzeichen der Stadt Klagenfurt: den Lindwurm. Im Rahmen einer Modernisierung im Sommer 2008 wurde der Lindi völlig neu gestaltet und erhielt auch ein computeranimiertes Konterfei, das in Einspielungen auf dem Videowürfel zu sehen ist.

### Fankultur
Der KAC hat fünf eingetragene Fanclubs, drei davon in Klagenfurt (Stiege 19, Red White Dragons & Vikings), einen in der Bundeshauptstadt Wien (Vikings-Sektion Wien) und einen in der steirischen Landeshauptstadt Graz (Vikings-Sektion Graz). Alle Fanclubs organisieren auch Aktivitäten außerhalb der rein die Mannschaft unterstützenden Tätigkeit. Im Sommer 2008 wurde auch eine neue KAC-Hymne vorgestellt. Der Titel ist eine Neuaufnahme eines älteren Stücks. Zu diesem Zweck lieh Dieter Themel, Leadsänger der bekannten Bluesrockband "The Blues Breakers", dem Song seine Stimme.

### Das Kärntner Eishockey-Derby
- Hauptartikel Kärntner Eishockey-Derby

Eine jahrzehntelange Rivalität existiert zwischen den Fans des EC KAC und jenen des Villacher Bundesligaclubs EC VSV seit letzterer im Jahr 1977 in die höchste Spielklasse aufgestiegen ist. Diese Derbies sind regelmäßig ausverkauft und stellen für Fans beider Lager besondere Höhepunkte der Saison dar. Es existiert auch eine von einem Eishockey-Fan betreute Homepage, die "Kärntner Derby-Site", auf der die Daten sämtlicher zurückliegender Spiele gesammelt und in Form von Statistiken zugänglich gemacht sind. Diese Homepage ist gleichzeitig eines der detailliertesten Nachschlagewerke zur österreichischen Eishockey-Liga. Das letzte Aufeinandertreffen in den Playoffs zwischen den beiden Mannschaften erfolgte in der Saison 2022/23, wo sich der EC KAC in Spiel 5 durchsetzen konnte und damit das Halbfinale erreichte.
Die Spiele beider Clubs werden seit Jahrzehnten regelmäßig vom Radiosender Radio Kärnten begleitet, wo im Rahmen des "Kärntner Eishockey-Magazins" live von den Spielen berichtet wird. Rund um die Live-Einschaltungen werden Quiz-Spiele und Wahlen veranstaltet, in deren Rahmen von den Zuhörern der beste Spieler beider Teams aus der laufenden Saison gewählt wird.
Ein einzigartiges Merkmal des Pyramidenkogel-Derbys ist, dass der Pyramidenkogel nach dem Spiel immer in der Farbe des siegreichen Teams leuchtet, was eine visuelle Feier des Sieges darstellt. Die Pyramidenkogel-Derby-Trophy, eingeführt in der Saison 2021/22, wird an das Eishockeyteam vergeben, das die meisten Derbys in einer Saison gewinnt. Bei Gleichstand der Siege entscheidet das Torverhältnis und bei gleichem Torverhältnis das bessere Ranking in der Endtabelle der Eishockey-Liga.

## Spielstätte

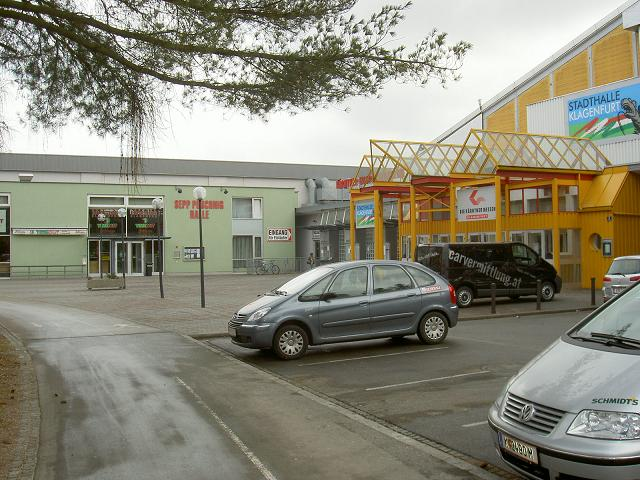
Die Stadthalle Klagenfurt ist seit 1959 die Heimstätte des Clubs.

Seit dem Jahr 1959 werden die Heimspiele des EC KAC in der Stadthalle Klagenfurt ausgetragen. Nach diversen Umbauten, unter anderem wurde ein VIP-Club eingefügt und mehrmals erweitert, beträgt die Kapazität der Halle heute 5.088 Zuschauer. Darüber hinaus wurde ein Videowürfel in der Halle installiert.
2008 wurde an dem Projekt „Wörtherseehalle neu“ gearbeitet, mit dem Ziel im Sommer 2009, anlässlich des 100-Jahre-Jubiläums des KAC, den Spatenstich für die Errichtung einer neuen Mehrzweckhalle, in der auch der EC KAC zukünftig seine Heimspiele austragen würde, zu erreichen. Das geplante Fassungsvermögen lag bei etwa 8.200 Plätzen. 2013 wurden abermals Pläne für eine neue Eishalle vorgestellt.

### Heidi Horten Arena
Die ehemalige Stadthalle Klagenfurt, die seit den späten 1950er Jahren als provisorische Eishalle diente, wurde 2022 und 2023 zu einem vollwertigen Eishockeystadion umgebaut und in Heidi Horten Arena umbenannt. Die Arbeiten begannen im April 2022 und wurden bis zum 20. Oktober desselben Jahres abgeschlossen. Die Renovierung umfasste eine Überarbeitung der gesamten Innenstruktur der über 60 Jahre alten Stadthalle, einschließlich neuer Elektro- und Haustechnikinstallationen, einer flexiblen Bande, Tribünen im Unter- und Oberrang, Bestuhlung, einem Aufzug und weiteren Bautischlerarbeiten. Die abschließenden Arbeiten an der Außenfassade und dem Vorplatz der Arena wurden im Sommer 2023 fertiggestellt.
Die offizielle Eröffnung der Arena fand am 21. Oktober 2022 statt, wobei der EC KAC nach acht aufeinanderfolgenden Auswärtsspielen seine Heimpremiere in der neuen Arena feierte. Die modernisierte Halle verfügt nun über einen 360-Grad-Videowürfel und eine 200 Meter lange LED-Bande im Oberrang.
Die Kosten für das Projekt blieben innerhalb des Budgetrahmens, und alle Aufträge für die in der nächsten Saison anstehenden Arbeiten, insbesondere die neue Außenfassade und die Gestaltung des Vorplatzes, wurden bereits vergeben. Das gesamte Auftragsvolumen beläuft sich bisher auf etwa 8,7 Millionen Euro.

### Zuschauerschnitt
Im Folgenden sind (sofern verfügbar) die Zuschauerzahlen aller Spielzeiten seit Gründung der Bundesliga (Saison 1965/66) angeführt. Berücksichtigt sind ausnahmslos Heimspiele.
| Saison    | Heimspiele | Zuschauer | Zuschauerschnitt | Anmerkungen                      |
| --------- | ---------- | --------- | ---------------- | -------------------------------- |
| 1965/66   | 7          | 20.200    | 2.886            |                                  |
| 1966/67   | 8          | 14.400    | 1.800            |                                  |
| 1967/68   | 5          | 14.500    | 2.900            |                                  |
| 1968/69   | 9          | 30.500    | 3.389            |                                  |
| 1969/70   | 10         | 29.500    | 2.950            |                                  |
| 1970/71   | 14         | 30.100    | 2.150            |                                  |
| 1971/72   | 14         | 34.300    | 2.450            |                                  |
| 1972/73   | 14         | 52.500    | 3.750            |                                  |
| 1973/74   | 19         | 65.000    | 3.421            |                                  |
| 1974/75   | 14         | 29.800    | 2.129            |                                  |
| 1975/76   | 14         | 43.500    | 3.107            |                                  |
| 1976/77   | 17         | 63.000    | 3.706            |                                  |
| 1977/78   | 18         | 53.500    | 2.972            |                                  |
| 1978/79   | 17         | 55.800    | 3.282            |                                  |
| 1979/80   | 20         | 69.800    | 3.490            |                                  |
| 1980/81   | 17         | 40.200    | 2.365            |                                  |
| 1981/82   | 19         | 83.000    | 4.368            |                                  |
| 1982/83   | 19         | 70.000    | 3.684            |                                  |
| 1983/84   | 19         | 56.500    | 2.974            |                                  |
| 1984/85   | 19         | 68.300    | 3.595            |                                  |
| 1985/86   | 22         | 76.200    | 3.464            | Gesamtsumme übersteigt 1.000.000 |
| 1986/87   |            |           |                  |                                  |
| 1987/88   |            |           |                  |                                  |
| 1988/89   |            |           |                  |                                  |
| 1989/90   |            |           |                  |                                  |
| 1990/91   |            |           |                  |                                  |
| 1991/92   |            |           |                  |                                  |
| 1992/93   |            |           |                  |                                  |
| 1993/94   |            |           |                  |                                  |
| 1994/95   |            |           |                  |                                  |
| 1995/96   |            |           |                  |                                  |
| 1996/97   |            |           |                  |                                  |
| 1997/98   |            |           |                  |                                  |
| 1998/99   |            |           |                  |                                  |
| 1999/2000 |            |           |                  |                                  |
| 2000/01   |            |           |                  |                                  |
| 2001/02   |            |           |                  |                                  |
| 2002/03   |            |           |                  |                                  |
| 2003/04   | 29         | 93.700    | 3.231            |                                  |
| 2004/05   | 30         | 110.550   | 3.685            |                                  |
| 2005/06   | 24         | 87.350    | 3.640            |                                  |
| 2006/07   | 28         | 96.068    | 3.431            |                                  |
| 2007/08   | 25         | 106.209   | 4.248            |                                  |
| 2008/09   | 36         | 155.608   | 4.322            |                                  |
| 2009/10   | 30         | 153.193   | 5.106            | Höchster Zuschauerschnitt (*)    |
| 2010/11   | 37         | 165.071   | 4.461            | Höchste absolute Zuschauerzahl   |
| 2011/12   | 32         | 141.339   | 4.417            |                                  |
| 2021/22   | 28         | 58.422    | 2.086            | Corona-Beschränkungen            |
| 2022/23   | 28         | 106.611   | 3.807            |                                  |
| 2023/24   | 33         | 136.066   | 4.123            |                                  |
| Summe     | 675        | 2.410.787 | 3.572            |                                  |

(*) Der Zuschauerschnitt wurde durch das Freiluftderby vom 9. Jänner 2010 beeinflusst, bei dem in der Hypo Group Arena insgesamt 30.500 Zuschauer zu Gast waren.